# 帕保泰塞尔
帕保泰塞尔，是匈牙利维斯普雷姆州所辖的一个村，总面积30.74平方公里，总人口1186，人口密度38.6人/平方公里（2010年1月1日）。